# 島根県立島根農科大学
島根県立島根農科大学（しまねけんりつしまねのうかだいがく、公用語表記: 島根県立島根農科大学）は、島根県松江市に本部を置いていた日本の公立大学である。1951年に設置され、1968年に廃止された。
1965年に島根大学に編入され、農学部（現・生物資源科学部）となった。
本項では旧制島根県立農林専門学校などの前身諸校を含めて記述する。

## 概要
- 1921年 （大正10年） 創設の島根県立益田農林学校 （現 島根県立益田産業高等学校） を源流とする。直接の前身校、旧制島根県立農林専門学校は、第二次世界大戦後1947年に増設された公立の農林専門学校 （旧称高等農林学校） の一つ。
- 学制改革でまず新制島根県立島根農科大学に昇格した。本来新制島根大学への合流を目指していたが学校態勢未整備なままの移管は国が認めず、そこでまずはいったん県立農科大学となり教育態勢構築を整備した。
- 当初は農学科1学科で、現在の東京大学のように課程制が採用された（農・林・農林経済の3課程）。この課程制は、学科整備が間に合わないための策とも初代学長の竹崎嘉徳が自身の出身の京都大学型の教育体制（農と林の複合教育）を指向したとも云われている。
- しかし島根県の財政規模で大学維持は相当難があり国立移管要求、廃止論も県議会であがるが、国側は慎重論が多かった。その後経済成長期に国財政が好転し、県立医科大学の国立移管調査を機に県で農科大学国立移管運動を展開。こうして1965年に国立移管され、島根大学農学部 （現 生物資源科学部） となった。
- 県立農科大学時代には、旧制島根県立松江女子専門学校を女子家政短期大学部に改組・併設し （島根県立島根女子短期大学、現・島根県立大学短期大学部）、島根県立松江農林高等学校を附属農林高等学校としていた。
- 同窓会は 「島根大学生物資源科学部同窓会」 と称し、旧制 （農専）・新制 （農学部・生物資源科学部） 合同の会である。

## 沿革

### 旧制島根県立農林専門学校時代
- 1921年1月21日： 島根県立益田農林学校設立認可 （4月15日開校）。
- 1946年11月： 島根県会、県立農工専門学校設立意見書を島根県知事に提出。
  - 島根県立農工専門学校設立期成会 （のち島根県立農林専門学校設立期成会） が結成される。
- 1947年2月： 島根県立益田農林学校から農林専門学校 （農専） への昇格認可を文部省に申請。
- 1947年3月31日： 島根県立農林専門学校設立認可。
- 1947年7月： 島根県議会、県立益田農林学校の農専昇格を決議。
- 1947年9月16日： 島根県立農林専門学校 開校式、第1回入学式。
  - 本科 （修業年限3年） に農科・林科を設置。
  - 併設の島根県立益田農林学校は存続運動の成果で存続となり、1948年に新制島根県立益田農林高等学校となった。
- 1950年3月： 農専第1回卒業。
- 1950年7月： 島根県議会、県立島根農科大学設立を可決。
- 1950年9月： 島根農科大学設置認可申請書を文部省に提出。

### 島根県立島根農科大学時代
- 1951年1月8日： 新制島根県立島根農科大学設置認可。
- 1951年4月1日： 島根県立島根農科大学、松江市にて開学 （島根県立農林専門学校からの昇格）。
  - 農学部のみの単科大学。農学課程・林学課程・農林経済学課程を設置。
  - 島根県立松江農林高等学校 （前身は1900年3月創立の県立松江農林学校） を附属農林高等学校とした。
- 1951年4月： 旧制島根県立農林専門学校、松江市に移転。三瓶農場を開設。
- 1951年6月1日： 島根農科大学、第1回入学式。
- 1951年6月5日： 附属農林高等学校、新校地に移転 （現在の校地）。
- 1952年3月： 神西農場を開設 （簸川郡神西村の砂丘地）。
- 1952年4月11日： 旧制島根県立農林専門学校、廃校式。
- 1953年1月： 旧制島根県立松江女子専門学校 （1946年3月創立） を統合、島根農科大学女子家政短期大学部とする。
- 1953年： 島根県当局内で国立移管運動発生。
  - 県費負担が重く、島根県出身者の割合が低いことが主因。国立移管のためには一層の内容充実 （＝出費） が必要だったため、移管は実現せず。
- 1955年12月： 島根県議会にて、農大廃止意見が出される。
  - 廃止反対意見も多く、廃止に至らず。
- 1957年2月： 島根農科大学国立移管期成同盟会結成。
- 1958年1月： 学科制への変更認可。
  - 農学科・林学科・農林経済学科に改組 （4月より）。
- 1961年： 女子家政短期大学部が独立し、島根女子短期大学となる。
- 1963年4月： 学科再編。
  - 農学科・林学科・農林経済学科・農芸化学科・農業工学科に改組。
- 1963年6月： 本庄農場を開設 （松江市上本庄町字細工峠）。
- 1964年12月： 国立移管が認められる （政府予算案に島根大学農学部設置費）。
- 1965年4月： 国立学校設置法等の一部を改正する法律 （昭和40年法律第15号） により、島根大学農学部設置。
- 1967年12月： 松江市西川津の島根大学キャンパス内に新校舎完成、移転。
- 1968年3月： 国立移管完了し、島根県立島根農科大学、廃止。
  - 附属農林高等学校は独立し、再び島根県立松江農林高等学校となった。

## 歴代校長・学長
旧制島根県立農林専門学校
- 校長事務取扱： 山田保 （1947年9月 - 1948年4月）
  - 旧制益田農林学校校長。
- 初代： 竹崎嘉徳 （1948年4月 - 1952年3月）

島根県立島根農科大学
- 初代： 竹崎嘉徳 （1951年4月 - 1961年4月）
- 第2代： 梶田茂 （1961年4月 - 1968年3月）

## 校地
前身の旧制島根県立農林専門学校は、母体となった旧制島根県立益田農林学校に併設された （島根県益田市）。1951年4月、新制島根農科大学への昇格に伴い、教員採用等の面で有利な松江市に移転。松江市乃木福富町にあった県立松江農林高等学校を附属農林高校とし、その校地・校舎を使用した （附属農林高校は近傍地に校舎を新築、移転した）。1965年からの国立島根大学への移管に伴い、島根大学の川津校地 （元・旧制松江高等学校校地、現 松江キャンパス） へ統合移転した。乃木福富町の旧校地は、県立島根女子短期大学に使用された。

## 関連書籍
- 島根大学　『島根大学史』　1981年3月。